# Paradidyma mexicana
Paradidyma mexicana là một loài ruồi trong họ Tachinidae.